# أنطوان درود
أنطوان درود (بالفرنسية: Antoine Drude)‏ (المعروف أيضاً باسم أنطوان ماريوس بينوت درود: 27 مايو 1853 في كوندي - 7 يناير 1943 في مرسيليا) كان جنرالاً فرنسياً.

## سيرة
كان ابن ماجدولين هونورين وإتيين درود. دخل درود الجيش الفرنسي في عام 1872، وفي عام 1892، قاد مجموعة من الفيلق الأجنبي في داهومي. بين عامي 1900 و1901، شارك في ثورة الملاكمين في الصين، واستولى على كاو بنغ في 7 نوفمبر 1900، بينما كان يقود ثلاثة من فرق المشاة وقسم المدفعية الميدانية. في عام 1901، أصبح ضابطاً برتبة مقدم، بعد أن شارك في 14 حملة.

### قصف الدار البيضاء
في عام 1907، تم تعيين أنطوان درود عميداً وقاد القوات البرية في حملة «إحلال السلام» على الدار البيضاء والشاوية (la pacification de Casablanca et de la Chaoia) بالتنسيق مع العميد البحري جوزاف ألفونس فيليباغ الذي قاد البوارج وكل القوات البحرية. هذه الحملة، والتي انتهت بقصف وتدمير الدار البيضاء وسيطرة السلطات الفرنسية علي الشاوية، جاءت بأمر من باريس ردا على مقتل 8-9 عمال أوروبيين وظفتهم الشركة المغربية لبناء ميناء الدار البيضاء،.
تم ترقية درود إلى لواء في عام 1911 وفي عام 1914 أصبح قائدًا لفرقة وهران.
تم توشيح درود في 9 يوليو 1892 وأصبح ضابطاً عظيماً في وسام جوقة الشرف عام 1914.